# Trickshot

Verschiedene Stoßarten beim Billard in der Seitenansicht (4.: Jump shot)

Als Trickshot oder Trick shot bezeichnet man eine besondere Stoßart beim Billard, unter diesem Namen besonders im Snooker. Dabei geht es um die Ausführung möglichst kurioser Kunststöße, häufig unter der Nutzung von Jump shots und Requisiten. Bei einem Jump shot wird zumindest ein Ball (der Spielball, gegebenenfalls zusammen mit einem oder mehreren weiteren Bällen) wegen eines in einem steilen Winkel ausgeführten Abstoßes des Spielballs gegen das elastische Baumwolltuch und die darunterliegende Schieferplatte gedrückt, wodurch die Kugel wieder abspringt. Genutzt wird dies zum Beispiel, um Requisiten wie beispielsweise ein Queue oder das sogenannte Dreieck, ein Hilfsmittel des Schiedsrichters zur Errichtung des Pulks der Roten, oder andere Bälle zu überqueren. Benötigt wird dazu viel Präzision beim Stoß und ein gewisses Maß an Fingerspitzengefühl. Im normalen Spielbetrieb werden Trickshots nicht verwendet und gelten wegen verschiedener verbotener, essentieller Bestandteile wie den Jump shots als Foul. Deshalb werden sie lediglich außerhalb des Spielbetriebs gezeigt, zum Beispiel auf Exhibitions. Zwischen 1992 und 2006 wurde zudem eine eigene Weltmeisterschaft ausgetragen, die Trickshot-Weltmeisterschaft. Zu den führenden Spielern dieser Sparte gehörten dabei Mike Massey und Bogdan Wołkowski. Auch in anderen Billardarten gibt es ähnliche Eigenheiten, so das Billard Artistique im Karambolagebillard und das Artistic Pool im Poolbillard.

## Beispiele
- Lochen einer Kugel unter einem Tuch (Steve Davis, Snooker, 2012)
- Lochen dreier roter Kugeln mit einem Stoß (Steve Davis, Snooker, 2012)